# Musō shinden-ryū
Musō Shinden-ryū (夢想神伝流) ou Musō Shinden-ryū iai (夢想神伝流居合) é um estilo de iaidō fundado por Hakudō Nakayama em 1932, sendo atualmente um dos estilos de iaidō mais praticados ao redor do mundo. O Musō Shinden-ryū tem sua origem no estilo de iaidō Hasegawa Eishin-ryū, tendo Nakayama estudado as duas linhagens mais influentes do estilo.

## História
O fundador do Musō Shinden-ryū, Hakudō Nakayama, viveu no início do século XX e estudou diversos estilos de esgrima japonesa como Ōmori-ryū, Maraku-ryū, Musō Jikiken Eishin-ryū, Shintō Munen-ryū (do qual foi sucessor), Yamaguchi Ittō-ryū, além de ser reconhecido como o único 10º dan em kendo, iaido e jodo. Nakayama foi o 16º e último sucessor da linha Shimomura do estilo Hasegawa Eishin-ryu, do qual descende o atual Musō shinden-ryū.
O Eishin-ryu praticado por Nakayama possuía influências das duas vertentes, assim como características trazidas das outras experiências de Nakayama, levando a uma re-estruturação do currículo e à cunhagem do nome Musō shinden-ryū battō-jutsu. Nakayama também foi responsável por franquear o aprendizado do estilo a qualquer interessado, pois suas encarnações anteriores apenas eram transmitidas a poucos.
Ao final dos anos 1940 o estilo, assim como outras formas de iai-jutsu/battō-jutsu, passou a utilizar a nomenclatura iaidō que possui semântica menos militarística.

## Katas
As formas e a execução possuem diversas variações, porém, o currículo do estilo em geral é estruturado em três seções: shoden (curso primário), chūden (curso intermediário) e okuden (curso superior).

### Shoden
Derivados do Ōmori-ryū.
1. Ippon-Me - Shohattō
2. Nihon-Me - Satō
3. Sanbon-Me - Utō
4. Yonhon-Me - Ataritō
5. Gohon-Me - In'yō shintai
6. Roppon-Me - Ryūtō
7. Nanahon-Me - Juntō (kaishaku)
8. Hachihon-Me - Gyakutō
9. Kyuhon-Me - Seichūtō
10. Juppon-Me - Korantō
11. Juichihon-Me - Nukiuchi (battō)
12. Juunihon-Me - In'yō shintai kaewaza

### Chūden
Derivados do Hasegawa Eishin-ryū.
1. Ippon-Me - Yokogumo
2. Nihon-Me - Toraissoku
3. Sanbon-Me - Inazuma
4. Yonhon-Me - Ukigumo
5. Gohon-Me - Yamaoroshi (oroshi)
6. Roppon-Me - Iwanami
7. Nanahon-Me - Urokogaeshi
8. Hachihon-Me - Namigaeshi
9. Kyuhon-Me - Takiotoshi
10. Juppon-Me - Nukiuchi

### Okuden

#### Tate Hiza no Bu
1. Ippon-Me - Kasumi
2. Nihon-Me - Sunegakoi
3. Sanbon-Me - Shihōgiri
4. Yonhon-Me - Tozume
5. Gohon-Me - Towaki
6. Roppon-Me - Tanashita
7. Nanahon-Me - Ryōzume
8. Hachihon-Me - Torabashiri

#### Tachi no Bu
1. Ippon-Me - Yukitsure
2. Nihon-Me - Rendatsu (tsuredachi)
3. Sanbon-Me - Sōmakuri
4. Yonhon-Me - Sōdome
5. Gohon-Me - Shinobu
6. Roppon-Me - Yukichigai
7. Nanahon-Me - Sodesurigaeshi
8. Hachihon-Me - Mon'iri
9. Kyuhon-Me - Kabezoi
10. Juppon-Me - Ukenagashi

### Itomagoi
1. Ippon-Me - Ichi itomagoi
2. Nihon-Me - Ni itomagoi
3. Sanbon-Me - San itomagoi

## O estilo no Brasil
O Musō shinden-ryū é amplamente praticado no Japão e no Ocidente. No Brasil existem diversos grupos na prática do estilo.
Nos Dojos filiados à Confederação Brasileira de Kendo o estilo é ensinado desde 2003 por Toshihiko Tsutsumi (7º Dan Renshi em Iaidô e 5º Dan em Kendô), conhecido por ter sido o mais jovem 6º Dan de Iaidô no Japão, tendo sido discípulo direto de Hakuo Sagawa (9° Dan Hanshi Iaido e 8º Dan Kyoshi Kendo e discípulo direto de Hakudō Nakayama).
No Instituto Niten é ensinado, por Jorge Kishikawa, discípulo direto de Kaminoda Tsunemori (8° Dan Hanshi Iaidô).